# Valletot
Valletot é uma comuna francesa na região administrativa da Normandia, no departamento de Eure. Estende-se por uma área de 5,78 km². Em 2010 a comuna tinha 440 habitantes (densidade: 76,1 hab./km²).